# Jesús David Peña
Jesús David Peña Jiménez (Zipaquirá, 8 maggio 2000) è un ciclista su strada colombiano, che corre per il team AP Hotels & Resorts-Tavira-SC Farense, è professionista dal 2022.

## Palmarès

### Strada
- 2019 (Coldeportes Bicicletas Strongman, due vittorie)

4ª tappa Vuelta a Colombia Under-23 (Zipaquirá > Vélez)
Classifica generale Vuelta a Colombia Under-23
- 2021 (Colombia Tierra de Atletas-GW Bicicletas, quattro vittorie)

1ª tappa Vuelta a Colombia Under-23 (Cúcuta > Cúcuta)
2ª tappa Vuelta a Colombia Under-23 (Villa del Rosario > Pamplona)
Classifica generale Vuelta a Colombia Under-23
4ª tappa Vuelta al Sur del Huila y Tolima (La Plata > Pitalito)
- 2023 (Team Jayco AlUla, una vittoria)

4ª tappa Giro di Slovenia (Lubiana > Caporetto)
- 2025 (AP Hotels & Resorts-Tavira-SC Farense, due vittorie)

4ª tappa Volta ao Alentejo (Monforte > Castelo de Vide)
2ª tappa Grande Prémio Internacional de Torres Vedras-Troféu Joaquim Agostinho (Bombarral > Alto do Montejunto)

#### Altri successi
- 2023 (Team Jayco AlUla)

Classifica giovani Österreich-Rundfahrt

## Piazzamenti

### Classiche monumento
- Giro di Lombardia

2024: ritirato

### Competizioni mondiali
- Campionati del mondo

Fiandre 2021 - In linea Under-23: 117º
Glasgow 2023 - In linea Elite: ritirato